# Deutscher Fernsehfunk

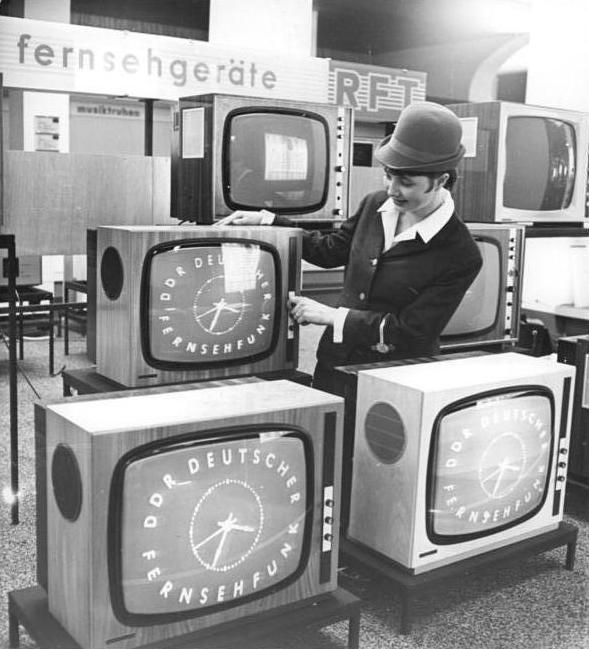
Rok 1968: promocja odbiorników telewizyjnych na wystawie w Lipsku

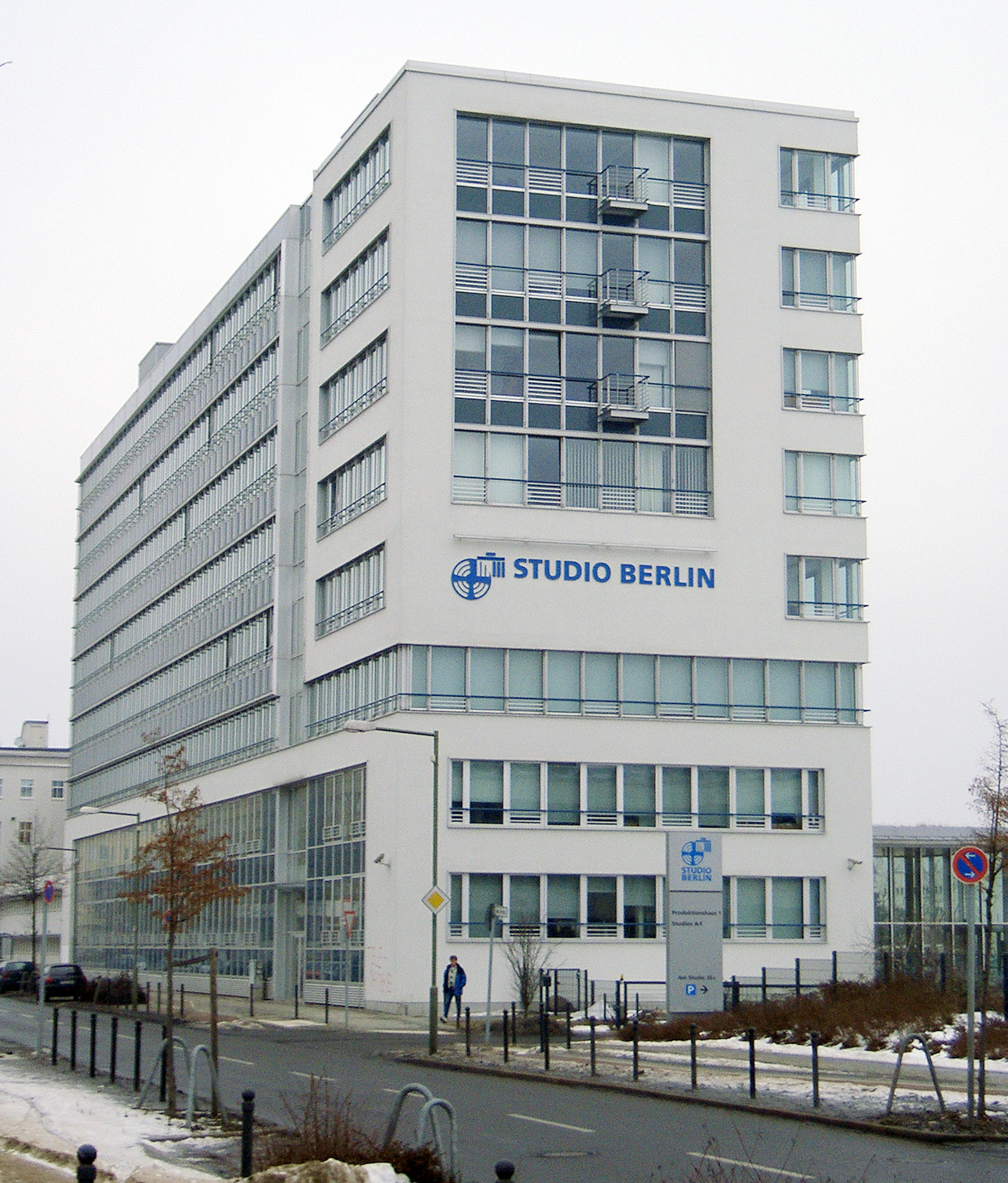
Regionalne studio telewizyjne w Berlinie

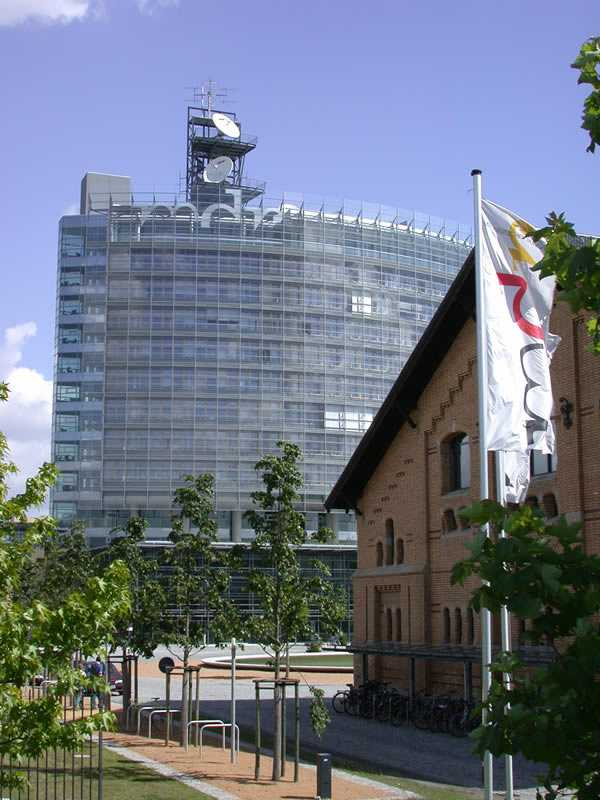
Siedziba spadkobiercy DFF – Mitteldeutscher Rundfunk w Lipsku

Zasięg telewizji zachodnioniemieckiej w NRD

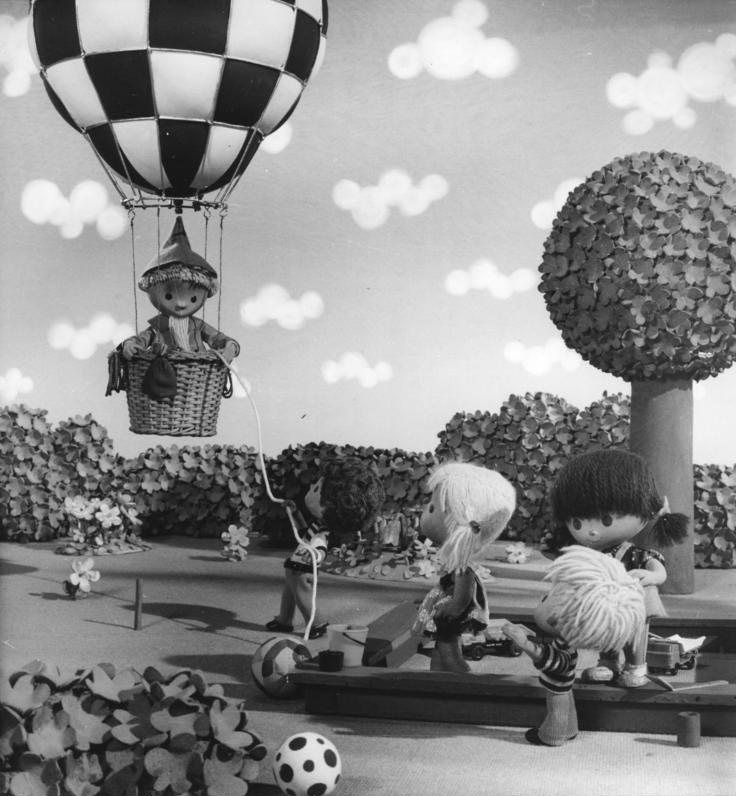
Piaskowy Dziadek

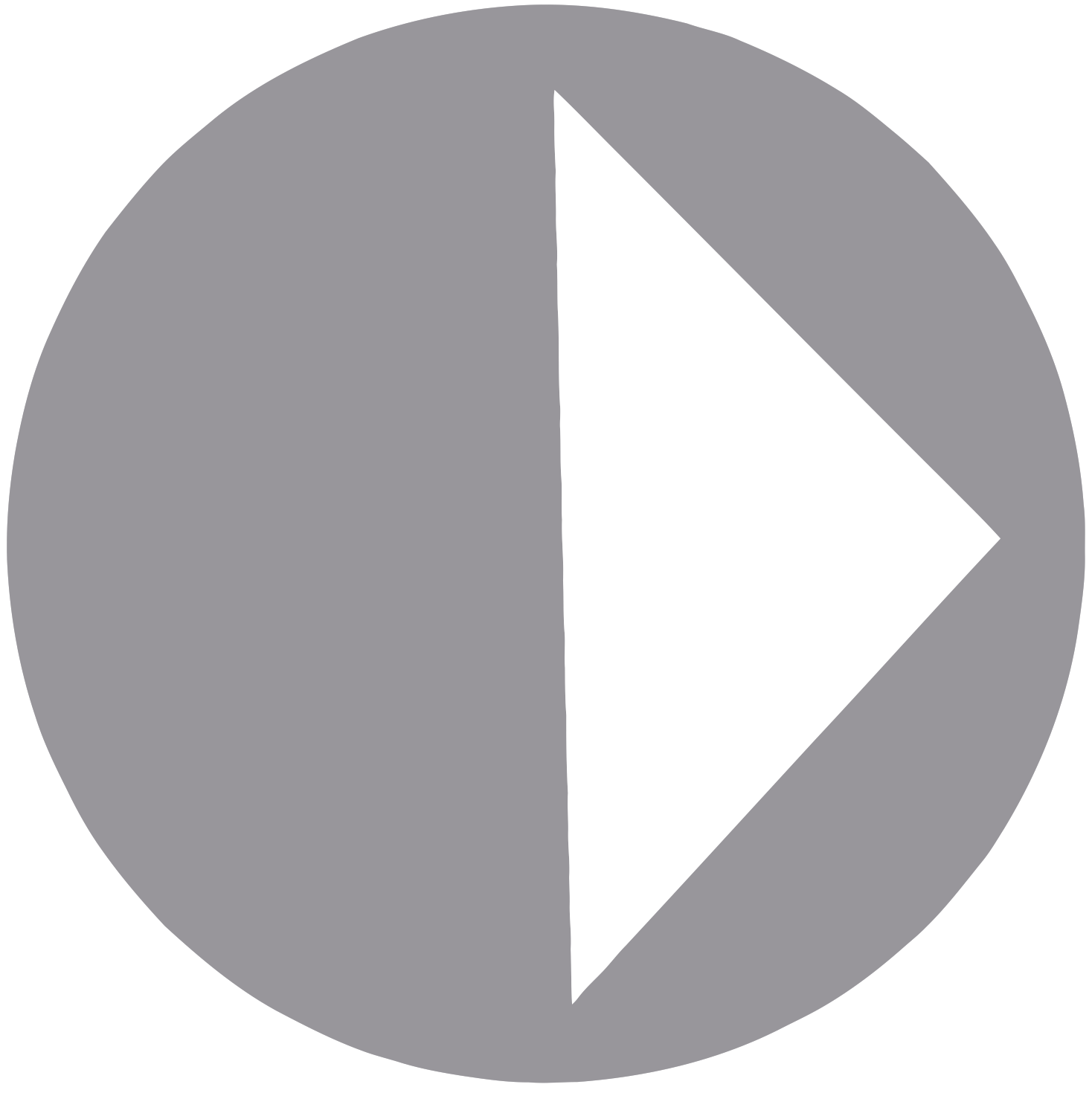
Ostatnie logo DFF (1990-1991)

Deutscher Fernsehfunk (skrót. DFF pl. Telewizja Niemiecka) – publiczna stacja telewizyjna Niemieckiej Republiki Demokratycznej, realizująca program w dwóch kanałach (DFF 1 i DFF 2).
W latach 1952–1972 telewizja nosiła nazwę Deutscher Fernsehfunk, w latach 1972–1990 nazwę Fernsehen der DDR, od 1990 roku ponownie Deutscher Fernsehfunk. Likwidacja telewizji nastąpiła w 1991 roku, od 1992 roku spadkobiercą kanałów pozostaje Mitteldeutscher Rundfunk (MDR) – regionalny nadawca centralnych krajów związkowych.
Na większości terytorium NRD bez problemu można było odbierać program telewizyjny z zachodu, sygnał nie docierał tylko do rejonu Drezna i terenów na północnym wschodzie (stąd skrót nazwy pierwszego programu telewizji RFN o nazwie ARD rozwijano żartobliwie nawet jako Außer Rügen und Dresden – Oprócz Rugii i Drezna).

## Historia
Pionierem telewizji w NRD był Hans Mahle. 29 grudnia 1951 roku nadano pierwszą testową audycję, ale tylko dla użytku techników i specjalistów. Pierwsze audycje w granicach współczesnych Niemiec nadawano w zachodnich krajach związkowych już w 1950 roku ze studia w Hamburgu, widzowie mogli odbierać regularnie kanały od 1953 roku. Stała sprzedaż odbiorników telewizyjnych w NRD rozpoczęła się w listopadzie 1952 roku – za trudno dostępny odbiornik marki „Leningrad” trzeba było zapłacić nawet 3500 marek wschodnioniemieckich.
W związku z bardzo szybkim rozwojem zachodnioniemieckiej telewizji, podjęto decyzję o utworzeniu zależnego od władzy ośrodka wschodnioniemieckiego. Pierwsza historyczna audycja telewizji NRD odbyła się z okazji 74. urodzin Józefa Stalina, tj. 21 grudnia 1952 roku, charakterystyczne logo telewizji przedstawiające Bramę Brandenburską złapano wtedy tylko na 60 odbiornikach we wschodnim Berlinie. O godzinie 20:00 widzów powitała spikerka Margit Schaumäker, chwilę potem nadano serwis informacyjny Aktuelle Kamera, który poprowadził Herbert Köfer. Do roku 1953 zauważalna była pewna swoboda myśli na falach telewizji wschodnioniemieckiej, jednak po powstaniu robotniczym w 1953 roku nastąpiła wymiana kierownictwa stacji i wyraźne zaostrzenie reżimu informacyjnego.
Rozwój sieci telewizyjnej NRD następował szybko. Aby dotrzeć do większej liczby widzów, zbudowano sieć nadajników w Berlinie, Dreźnie, czy Chemnitz. W lecie 1953 roku zostało otworzone studio Berlin-Adlershof. W 1955 roku zakupiono nowoczesny wóz transmisyjny. 2 stycznia 1956 roku zakończył się program rozbudowy i organizacji podstaw telewizji. Nowa ramówka telewizji wprowadziła oznaczenie programu jako I program Telewizji Niemieckiej (de: Deutsche Fernsehfunk 1 (DFF 1)). Promowano także przekonanie, że DFF 1 pokrywa cały obszar NRD i RFN, co było w ówczesnym czasie niemożliwe, a co osiągnęła później zachodnioniemiecka ARD. Na koniec 1958 roku odnotowano ok. 300 tys. odbiorników telewizyjnych. W tym też roku rozpoczęto emisję kultowej kreskówki „Piaskowy Dziadek”, na której wychowało się kilka pokoleń Niemców. Od 1969 roku rozpoczęło się próbne nadawanie programu w kolorze, w utworzonym specjalnie do tego celu kanale DFF 2 – w wydźwięku propagandowym, był to prezent dla obywateli z okazji XX-lecia Niemieckiej Republiki Demokratycznej. W 1980 roku DFF 2 szeroko relacjonowała bojkotowane przez zachód Letnie Igrzyska Olimpijskie 1980. 11 lutego 1972 roku zmieniono nazwę Deutscher Fernsehfunk na Fernsehen der DDR. Uznano, że nie ma sensu przekonywać Niemców do tego, że jest to telewizja ogólnokrajowa. Stara nazwa przetrwała jedynie w cudzysłowie i gdy pokazywano plansze techniczne oraz identy. Do starej nazwy powrócono 12 marca 1990 roku, tj. DFF 1 oraz DFF 2.
Zmiany polityczne w NRD w 1989 roku oznaczały dla mediów wyraźną odwilż ideologiczną. Pojawiło się wiele nowych programów, w tym dla młodych widzów, które koncentrowały się na zachodnich wzorcach. 30 października 1989 roku nadano ostatni silnie komunizujący program Der schwarze Kanal. Pojawiały się interakcyjne programy polityczne, w których widzowie dzwonili do studia i zadawali pytania politykom na aktualne tematy społeczne. Władze telewizji musiały jednak być niezwykle ostrożne, ponieważ Stasi miała swoich pracowników w DFF. W lutym 1990 roku uznano niezależność Deutscher Fernsehfunk i oficjalnie wycofano cenzurę państwową z tej telewizji. W obliczu jednoczenia Niemiec następowała regionalizacja mediów, tzn. media państwowe zaczęły się decentralizować i wydzielać na lokalne ośrodki w ramach krajów związkowych. Regionalne ośrodki (redakcje zamiejscowe) DFF były w Erfurcie, Poczdamie, Schwerinie, Lipsku, Magdeburgu i Chociebużu. Od 1990 roku ośrodki realizowały swój program lokalny na jednej częstotliwości w paśmie ogólnokrajowym.

### Zakończenie emisji
3 października 1990 roku podpisano traktat o jedności RFN i NRD. W artykule 36. tego dokumentu podkreślono, że DFF od 31 grudnia 1991 roku zostaje rozwiązane. Pierwszy etap zamknięcia nastąpił 15 grudnia 1990 roku o godzinie 19:58, kiedy wyraźnie zmniejszono moc sygnału telewizyjnego kanału DFF 1, przez zamknięcie kilku stacji przekaźnikowych. Chwilę później włączono tam program ARD, podczas gdy DFF 2 zmienił nazwę na DFF Länderkette. Przez cały I okres likwidacji między godziną 17:25 a 20:00 nadawano wyłącznie programy regionalne. Drugim etapem zamknięcia było całkowite zaprzestanie nadawania sygnału telewizyjnego DFF Länderkette o północy z dnia 31 grudnia 1991 na 1 stycznia 1992 roku.
Rozwiązanie placówki odbiło się szerokimi kontrowersjami. Protestowali pracownicy stacji, ale także widzowie programów i seriali produkowanych przez DFF. Popularne były nie tylko rozrywka i doradcze programy, ale także transmisje spotkań i obrad politycznych w paśmie ogólnoniemieckim. Zaproponowano utworzenie trzeciego programu publicznego obok Das Erste i ZDF, w ramach ARD dla mieszkańców wschodnich krajów związkowych, ale w latach 90. odchodzono od centralizacji mediów publicznych, na rzecz ich regionalizacji. Warto podkreślić, że Ustawa Zasadnicza RFN zastrzega nadawanie programów jako sprawę niemieckich krajów związkowych. W maju 1991 roku ośrodki radiowo-telewizyjne w Saksonii, Saksonii-Anhalt i Turyngii założyły konsorcjum MDR w Lipsku. Z placówek w północno-wschodnich krajach związkowych udało się stworzyć Nordostdeutsche Rundfunkanstalt (NORA), a także kilka innych redakcji ogłosiło swoją osobowość prawną.
1 stycznia 1992 roku na falach DFF Länderkette powitał widzów dyrektor nowej telewizji MDR Hansjürgen Rosenbauer. Telewizja ta jest regionalnym nadawcą, który tworzy także 8 kanałów radiowych, będącą w Saksonii, Saksonii-Anhalt i Turyngii trzecim kanałem telewizji publicznej. MDR uznaje się za następcę DFF Länderkette, ponieważ często na jego antenie wykorzystywane są produkcje i programy tej telewizji. Całym archiwum DFF dysponuje Deutsches Rundfunkarchiv (DRA) we Frankfurcie nad Menem.

### Podział DFF na przełomie 1991/1992 roku
W procesie likwidacji DFF nastąpiła jego decentralizacja i wyodrębnienie krajowych redakcji, a następnie utworzenie oddzielnych publicznych programów telewizyjnych:
- Berlin → redakcja weszła w skład regionalnego kanału NORA z siedzibą w Berlinie, następnie do 2003 roku pozostawała jako część składowa SFB, kiedy to weszła w skład RBB Berlin z siedzibą w Berlinie;
- Brandenburgia → redakcja weszła w skład regionalnego kanału NORA z siedzibą w Berlinie, następnie do 2003 roku pozostawała jako część składowa ORB, kiedy to weszła w skład RBB Berlin z siedzibą w Berlinie;
- Meklemburgia-Pomorze Przednie → redakcja weszła w skład regionalnego kanału NDR z siedzibą w Hamburgu;
- Saksonia → redakcja weszła w skład regionalnego kanału MDR z siedzibą w Lipsku;
- Saksonia-Anhalt → redakcja weszła w skład regionalnego kanału MDR z siedzibą w Lipsku;
- Turyngia → redakcja weszła w skład regionalnego kanału MDR z siedzibą w Lipsku.

### Dyrektorzy DFF
- 1950–1952 Hans Mahle(inne języki) (dyrektor generalny Deutscher Fernsehfunk)
- 1952–1953 Hermann Zilles (dyrektor Deutscher Fernsehfunk)
- 1954–1989 Heinz Adameck(inne języki) (dyrektor Deutscher Fernsehfunk / Fernsehen der DDR)
- 1989–1990 Hans Bentzien (dyrektor generalny Fernsehen der DDR)
- 1990–1991 Michael Albrecht (dyrektor Deutscher Fernsehfunk)

## Finansowanie DFF
DFF była finansowana z części obowiązkowego abonamentu radiowo-telewizyjnego, wynoszącego 10,5 marek NRD w skali rocznej. Niższa opłata była dla posiadaczy wyłącznie telewizora lub wyłącznie radia. Był też taki okres w który były nieco niższe stawki dla widzów nie posiadających anten UHF, które były niezbędne do otrzymania drugiego kanału (DFF 2), jednak to rozwiązanie było postrzegane jako niepraktyczne i ulgę zlikwidowano. Od roku 1975 sporadycznie emitowano reklamy, dopiero od końca lat 80. XX wieku wprowadzono regularne pasma reklam między audycjami. Francuska agencja reklamowa została zatrudniona do produkcji i sprzedaży reklam na antenie DFF.

## Warunki techniczne
Chociaż na terenie NRD można było odbierać kanały wschodnioniemieckie i zachodnioniemieckie, to każde z państw korzystało z konkurencyjnych standardów telewizji kolorowej: PAL używany był w większości krajów zachodu, a francuski system SECAM na wschodzie oraz w samej Francji. W NRD sprzedawano jednak jedynie odbiorniki przystosowane do odbioru sygnału SECAM, w ten sposób walczono z możliwością oglądania telewizji zachodniej. Mieszkańcy NRD nie chcąc rezygnować z oglądania kapitalistycznych kanałów, nie zakupywali odbiorników kolorowych, pozostając przy standardzie czarno-białym. Dopiero z czasem zaczęto produkować telewizory dwusystemowe, chociaż powszechnie wiedziano, że PAL służy do oglądania zachodnioniemieckich kanałów ARD i ZDF.

## Ramówka i oglądalność
Aktualności i programy publicystyczne w DFF zazwyczaj były planowane, aby nie kolidować z podobnymi programami w zachodnich kanałach. Na przykład państwowe Aktuelle Kamera rozpoczynało się o 19:30, ale wcześniej widzowie mogli mieć już pełny zestaw informacji z serwisu informacyjnego zachodnioniemieckiej ZDF – program Heute był nadawany o godzinie 19:00. W ARD dziennik Tagesschau emitowany był codziennie o 20:00. Programy o wysokiej oglądalności (w telewizji DFF) planowano tak, aby ich emisja pokrywała się z programami publicystycznymi nadawanymi z zachodu. Inne popularne programy (np. filmy) zostały zaplanowane przed lub po propagandowych programach jak np. Der schwarze Kanal w nadziei, że widzowie będą dostrajali odbiorniki przed ciekawą audycją i z racji tego będą musieli obejrzeć chociażby fragment programu.
| Rok                               | 1955 | 1960  | 1965  | 1970  | 1975  | 1980  | 1985  | 1988  | 1989  |
| --------------------------------- | ---- | ----- | ----- | ----- | ----- | ----- | ----- | ----- | ----- |
| Liczba godzin nadanych rocznie    | 786  | 3.007 | 3.774 | 6.028 | 6.851 | 7.704 | 8.265 | 9.194 | 8.900 |
| Liczba godzin nadanych tygodniowo | 15   | 58    | 73    | 116   | 132   | 148   | 159   | 177   | 171   |

### „Sztandarowe” programy
- Aktuelle Kamera – serwis informacyjny telewizji NRD. Odpowiednik polskiego Dziennika Telewizyjnego, którego główne wydanie było emitowane tak jak w Polsce, czyli o godzinie 19.30. Pierwsze wydanie wyemitowano 21 grudnia 1952 roku. Ostatni program nadano 14 grudnia 1990 roku.
- Der schwarze Kanal – program składał się z nagranych wyrywków audycji radiowych i telewizyjnych z Niemiec Zachodnich, opatrzonych komentarzem propagandowym autora programu - Karla-Eduarda von Schnitzlera.
- Objektiv – program poruszający kwestie polityki międzynarodowej i ukazujący perspektywę wydarzeń w kontekście wygodnym dla reżimu politycznego NRD. Sprawozdania reporterskie (w formie filmików) były uzupełniane przez komentarze znanych telewizyjnych dziennikarzy w studiu.
- Das Verkehrsmagazin – program motoryzacyjny ukazujący zagrożenia ruchu drogowego i informacje związane z nowinkami ze świata technologicznego. Program składał się z krótkich reportaży i quizów, np. takich jak pytanie: „Co było źle?” w zaprezentowanej scence drogowej.
- Prokurator ma słowo – serial dokumentalno-fabularny z gatunku court-show nadawany w latach 1965–1991. Jego wymowa propagandowa polegała na udowadnianiu widzom skuteczności i prawości organów ścigania NRD.
- Porträt per Telefon – program na żywo do którego zapraszano znane osobistości głównie z dziedziny sportu, sztuki i telewizji, gospodarki, nauki i technologii, jak również polityki. Umożliwiono widzom dzwonienie do studia i sugerowanie pytań dla gościa.
- Piaskowy Dziadek – nadawany od wielu lat niemiecki serial animowany. Pierwotnie miał on dwie wersje – wschodnio- i zachodnioniemiecką. Wersja zachodnioniemiecka została jednak zdjęta z anteny. Wersja wschodnioniemiecka jest emitowana od 1959 roku do dziś. Jest to najdłuższy serial animowany na świecie – obecnie w stacji publicznej RBB.
- Telefon 110 – najpopularniejszy niemiecki serial kryminalny produkowany od 1970 roku w DFF, a od 1992 w ARD. Serial poruszał tematy typowe dla seriali tego rodzaju – przestępstw takich jak: włamania, wymuszenia, oszustwa, kradzieże, a także przestępstw popełniane przez nieletnich.
- Programy produkcji polskiej: „Stawka większa niż życie” (niem. Sekunden entscheiden – w dosłownym tłum. Decydują Sekundy), „Czterdziestolatek” (niem. Stefek, der Vierzigjährige – w dosłownym tłum. Stefek Czterdziestolatek), „Czterej pancerni i pies” (niem. Vier Panzersoldaten und ein Hund).